# Schauer (Familienname)
Schauer ist ein deutscher Familienname.

## Namensträger
- Andrea Schauer (* 1959), deutsche Managerin
- Andreas Schauer (* 1986), deutscher Freestyle-Skisportler
- August Schauer (1872–1941), deutscher Priester und Publizist
- Bernhard Schauer (1929–1995), deutscher Schachkomponist
- Berthold Schauer († 1496), deutscher Goldschmied
- Christoph Schauer (* 1973), deutscher Musiker, Filmkomponist und Produzent
- Erwin Schauer (1927–2006), österreichischer Politiker
- Ewald Schauer (1927–2018), deutscher Basketballfunktionär, -trainer, -fachbuchautor und Sportphilologe
- Frank Schauer (* 1989), deutscher Langstreckenläufer
- Frieder Schauer (1949–2019), deutscher Mikrobiologe
- Friedrich Schauer (Pfarrer) (1891–1958), deutscher Theologe und Neuorientalist
- Friedrich Schauer (Architekt) (1913–2007), deutscher Architekt und Widerstandskämpfer
- Genoveva Schauer (1898–1962), deutsche Stadträtin in München
- Georg Kurt Schauer (1899–1984), deutscher Verleger und Buchhistoriker
- Gila Schauer (um 1975), deutsche Sprachwissenschaftlerin
- Hans Schauer (1926–2010), deutscher Diplomat
- Helmut Schauer (Gewerkschafter) (1937–2001), deutscher Gewerkschafter
- Helmut Schauer (Informatiker) (* 1943), österreichischer Informatiker und Hochschullehrer
- Herbert Schauer (1924–1988), deutscher Schriftsteller, Fernsehautor und Journalist
- Hermann-Ernst Schauer (1923–2011), deutscher Partisan und Kulturwissenschaftler
- Hubert Gordon Schauer (1862–1892), tschechischer Publizist
- Hugo von Schauer (1862–1920), österreichischer Verwaltungsjurist, Justizminister
- Johann Schauer (Buchdrucker) (auch Johann Froschauer; † um 1530), deutscher Buchdrucker
- Johann Schauer (Politiker) (1840–1914), österreichischer Jurist und Politiker
- Johann Baptist Schauer (1872–1942), deutscher Geistlicher, Weihbischof von München und Freising
- Johann Conrad Schauer (1813–1848), deutscher Botaniker
- Johannes Schauer (Schauspieler) (1918–1992), österreichischer Schauspieler
- Johannes Schauer-Schoberlechner (1884–1955), österreichischer Politiker (LBd), Abgeordneter zum Nationalrat
- Johannes Konrad Schauer (auch Johann Konrad Schauer; 1813–1848), deutscher Botaniker
- Leo von Schauer (1823–1902), österreichischer Feldmarschallleutnant
- Lucie Schauer (1926–2011), deutsche Germanistin, Journalistin und Kulturmanagerin
- Maggie Schauer, klinische Psychologin
- Maria Schauer, österreichische Gerechte unter den Völkern
- Mark Schauer (* 1961), US-amerikanischer Politiker
- Markus Schauer (* 1967), deutscher Altphilologe
- Martin Schauer (* 1957), österreichischer Rechtswissenschaftler
- Matthias Schauer, deutscher Diplomat
- Otto Schauer (1923–1985), deutscher Maler
- Peter Schauer (* 1943) deutscher Archäologe
- Peter Schauer, deutscher Filmregisseur
- Peter A. Schauer (1930–2018), österreichischer Filmsammler
- Philipp Schauer (* 1958), deutscher Diplomat
- Reinbert Schauer (* 1943), österreichischer Wirtschaftswissenschaftler
- Robert Schauer (* 1953), österreichischer Extrembergsteiger und Filmemacher
- Sandra Schauer (* 1997), österreichische Mittelstreckenläuferin
- Sebastian Schauer (1814–1850), deutscher Botaniker
- Sepp Schauer (* 1949), deutscher Volksschauspieler
- Stefan Schauer (* 1983), deutscher Eishockeyspieler
- Wilhelm Schauer (1875–1922), deutscher Gewerkschafter und Politiker (SPD)